# Gana nos Jogos Olímpicos de Verão da Juventude de 2010
Gana participou dos Jogos Olímpicos de Verão da Juventude de 2010 em Cingapura. Sua delegação foi composta por vinte atletas que competiram em apenas três esportes.

## Atletismo
| Evento                 | Atleta       | Qualificação | Qualificação | Final     | Final         |
| Evento                 | Atleta       | Resultado    | Posição      | Resultado | Posição       |
| ---------------------- | ------------ | ------------ | ------------ | --------- | ------------- |
| Salto triplo masculino | Atsu Nyamadi | 14,93        | 8º           | 14,51     | 8º (Final A)  |
| 1000 m feminino        | Rita Luonab  | 3:03.06      | 16º (9º q1)  | 2:58.26   | 14º (Final A) |

## Hóquei sobre a grama
Masculino:
| Elenco | Preliminares                                                                              | Preliminares | Disputa pelo bronze | Pos. final |
| Elenco | Grupo único                                                                               | Pos.         | Disputa pelo bronze | Pos. final |
| --- | ----------------------------------------------------------------------------------------- | ------------ | ------------------- | ---------- |
| Eugene Acheampong, Luke Damalie, Alfred Ntiamoah, Emmauel Akaba, Ernest Opoku, Confidence Timpoh, Emmanuel Ankomah, Samuel Afari, Abdul Rahman Anum, Johnny Botsio, Matthew Damalie, Joseph Ashaley, Ebenezer Arthur, Selorm Kemevor, Fredrick Darko, Simon Dontoh | PAK Paquistão D 3-6 AUS Austrália D 0-8 CHI Chile V 4-3 BEL Bélgica D 3-6 Cingapura V 2-1 | 4º           | BEL Bélgica D 1-4   | 4º         |

## Natação
| Evento                    | Atleta                     | Qualificação | Qualificação | Semifinais  | Semifinais  | Final       | Final       |
| Evento                    | Atleta                     | Resultado    | Posição      | Resultado   | Posição     | Resultado   | Posição     |
| ------------------------- | -------------------------- | ------------ | ------------ | ----------- | ----------- | ----------- | ----------- |
| 50 m peito masculino      | Joachim Ofosuhena-Wise     | 36.80        | 17º (7º q3)  | Não avançou | Não avançou | Não avançou | Não avançou |
| 100 m peito masculino     | Joachim Ofosuhena-Wise     | 1:29.93      | 30º (7º q1)  | Não avançou | Não avançou | Não avançou | Não avançou |
| 50 m borboleta masculino  | Ralph Benjamin Teiko Quaye | Não largou   | -- (-- q1)   | Não avançou | Não avançou | Não avançou | Não avançou |
| 100 m borboleta masculino | Ralph Benjamin Teiko Quaye | 1:17.03      | 36º (4º q1)  | Não avançou | Não avançou | Não avançou | Não avançou |